# Crossout
Crossout — безкоштовна відеогра у жанрі транспортного бою, розроблена російською студією Targem Games та видана російсько-угорською компанією Gaijin Entertainment. Гра була випущена у вигляді відкритого бета-тестування 30 травня 2017 року для таких платформ, як Android, iOS, Windows, PlayStation 4, Xbox One та Xbox Series.

## Ігролад
Ігролад полягає у побудові транспортних засобів з різних деталей, зброї та модулів, які можна отримати в процесі гри або ж придбати в ігровому магазині (шляхом мікротранзакцій) чи на внутрішньому ринку (за внутрішньоігрову валюту). Гравець може керувати власним транспортним засобом у мережевих PvP-битвах або проти супротивників, керованих комп'ютером у PvE-режимах. Транспортні засоби можна повністю знищити, зброя, броня та колеса можуть бути збиті, зменшуючи потужність техніки.
Гравець розпочинає гру у своєму гаражі, який виконує роль головного меню, де він може обирати режими гри, переглядати власні транспортні засоби, відвідувати ігровий магазин та ринок, випробовувати техніку, створену спільнотою, та відстежувати свій загальний прогрес у грі. Крім того, гравці можуть вирушити на полігон, щоб потренуватися у водінні та стрільбі по мішенях.
Транспортні засоби збираються з обладнання (функціональних частин, таких як зброя, кабіни, колеса), структурних частин (броня), каркасів та оздоблення. Каркаси формують шасі транспортного засобу; кабіна, яка також має вбудований двигун, забезпечує живлення та енергію для модулів і зброї; зброя завдає шкоди, а модулі надають додаткові можливості, такі як швидке перезарядження, підвищена потужність двигуна, невидимість, радар тощо. Броня захищає і з'єднує інші частини, а більшість деталей броні збільшують здоров'я транспортного засобу. Оздоблення дають бонус до отриманого досвіду. Рушійні частини включають колеса, гусениці, шнеки, крокоходи, ховери (спрямовані вниз реактивні двигуни, що дозволяють транспортному засобу парити на невеликій висоті), дозволяючи пересуватися з різною швидкістю і маневреністю.
Кабіни мають обмеження по тоннажу і потужності, а додавання рухових частин збільшує тоннаж (до обмеження по масі). Кожен транспортний засіб має показник довговічності кабіни, який складається з базового здоров'я кабіни та здоров'я бронечастин, що зменшується кожного разу, коли кабіна пошкоджується або знищуються бронечастини. Окремі елементи броні не збільшують довговічність при додаванні і не зменшують її при знищенні. Транспортний засіб знищується, коли знищується його кабіна (міцність кабіни падає до 0).
Техніка поділяється на архетипи: легкі, середні та важкі, залежно від типу кабіни. Легкі машини покладаються на швидкість і маневреність, що дозволяє їм уникати і завдавати шкоди, в той час як важкі можуть дозволити собі встановити багато важкої броні і покладатися на свою стійкість до ушкоджень. Середні машини знаходяться посередині між ними. Зброя поділяється на зброю ближнього бою (контактну і таранну), ближнього, середнього і дальнього радіусу дії, але деякі види не належать до цих категорій (наприклад, міни і пастки). Деякі види зброї та обладнання є повністю вигаданими, а деякі - реальними зразками, модифікованими для виживання в бою. Наприклад, кабіна Jawbreaker - це кабіна від БТР BAE SEP, також доступні конструктивні деталі та колеса від цієї машини; автогармата Whirlwind — це гармата Bushmaster у кріпленні Mk 38. Інші помітні транспортні засоби, що з'являються в грі (зазвичай у вигляді кабіни, а іноді і броньованих деталей), включають Ford F-150 (7-го покоління), ГАЗель, МАЗ-7310, Volkswagen Type 2 тощо. Озброєння часто базується на радянському, американському та європейському обладнанні.
Гравці можуть зібрати власний транспортний засіб, що відповідає їхньому стилю гри, з будь-яким озброєнням на будь-якому шасі, і вдосконалювати його в міру того, як вони випробовують його в боях і отримують краще оснащення. Креслення дозволяють зберігати транспортні засоби для подальшого використання, а деякі зразки креслень надаються фракціями. Кожна фракція зазвичай орієнтується на певний архетип транспортного засобу та стиль гри, але гравець може комбінувати техніку всіх фракцій у своїх моделях.
Деякі частини мають властивості - спеціальні здібності, які надають пасивний бонус, що активується подіями або гравцем (наприклад, кабіна може надавати бонусну потужність при отриманні ушкоджень, зброя може наносити більше ушкоджень, якщо поблизу знаходиться щонайменше 2 вороги і т.д.). Створення синергії властивостей є важливим для створення ефективного транспортного засобу. Деякі кабіни або модулі матимуть переваги, які є сприятливими для певного стилю гри або зброї.
Транспортні засоби мають статистику ПП (PS) (Показник потужності, Powerscore), яка є сумою значень показника потужності всіх його частин. Більш просунуті деталі зазвичай мають вищий PS, а машини з вищим PS зустрічатимуть складніших ворогів у більшості режимів. Машини з високим показником PS також можуть здобувати більш дорогі ресурси в бою.
Прогрес передбачає здобуття кращого спорядження, яке можна отримати кількома способами:
- Придбанням обладнання в магазині або на ринку;
- Створенням спорядження з отриманих ресурсів;
- Отриманням спорядження в нагороду за підвищення статусу у фракціях і досягнення рівнів бойового пропуску.

Битви приносять гравцям очки досвіду, які йдуть в рахунок прогресу їхньої фракції, і ресурси, які можна використовувати для майстрування або продати. Додаткові нагороди можна отримати виконуючи регулярні квести.
Ринок є ігровою платформою для обміну предметами між гравцями. Будь-хто може виставити заявку на купівлю або продаж обладнання або ресурсів, а інші гравці можуть купувати або продавати відповідно до цих заявок або виставляти свої власні заявки. Таким чином, на ціни впливають дії гравців, хоча існує обмеження на ціни ("коридор"), яке не дозволяє гравцям встановлювати надзвичайно високі або низькі ціни. Вони коригуються динамічно. Ціни можуть коливатися через внутрішньоігрові події, як на реальному фондовому ринку, і гравці можуть навіть намагатися заробити на цих коливаннях. Монети або золото є внутрішньою валютою, яка використовується на Ринку. Її також можна купувати шляхом мікротранзакцій і заробляти під час подій. Коли гравець продає деталь, він отримує суму монет, яку витратив покупець, за вирахуванням ринкового податку.

### Режими гри
PvP-режими гри включають в себе:
- Штурм 8 на 8. Бази знаходяться на протилежних кінцях мапи. Для перемоги одна команда повинна знищити своїх опонентів або захопити ворожу базу;
- Панування 8 на 8. На мапі розміщено три бази. Одна з команд повинна знищити своїх опонентів або захопити дві з трьох баз, щоб виграти матч;
- Сутичка 8 на 8. У центрі мапи розташована одна база. Одна з команд повинна знищити своїх опонентів або захопити базу, щоб виграти матч.

PvE-рейди проти бандитів для 4 гравців:
Група гравців співпрацює, щоб виконати певні завдання на мапі, змагаючись з ворогами, керованими штучним інтелектом, та босами з унікальною зброєю. Для участі в рейдах гравцям потрібне паливо, ресурс, який збирається в грі та надається безкоштовно щодня.
Пригодницький режим або Пробудження, однокористувацька/опціональна кооперативна кампанія:
Сюжетний режим. Гравець грає за безіменного протагоніста, який прокидається у Кривавих скелях, втративши пам'ять. Вони повинні пройти через історію, виконуючи послідовні місії, що включають бої, доставки, розвідку, зустрічі з НІП тощо. Історія розгортається навколо головного героя, який намагається з'ясувати, що спричинило втрату пам'яті, і адаптуватися в новому світі, працюючи на різні фракції і дізнаючись про світ від персонажів. Режим також може слугувати пісочницею/режимом вільного блукання: навіть після завершення основної історії гравець може пройти її знову, взяти участь у побічних місіях, деякі з яких можна виконати в кооперативі, або просто битися з ворогами, що трапляються випадковим чином, і збирати ресурси. Одночасно в пригодницькій грі можуть брати участь до 4 гравців. Кількість загроз у цьому режимі залежить від потужності транспортного засобу гравця.
Боротьба гравців, відбувається за встановленим розкладом:
- Королівська битва на 32 гравці (щовихідних):

Перемагає останній вцілілий водій, гравці з'являються на великій мапі з невеликим транспортним засобом і однією зброєю для ближнього бою. Вцілілі повинні озброїтися спорядженням, зброєю та бронею, розкиданими навколо. Ігрова зона поступово зменшується, оскільки піщана буря наближається, пошкоджуючи будь-який транспортний засіб, що потрапляє в неї.
- Бедлам на 16 гравців (доступно завжди):

Вільний для всіх режим гри без цілей і правил, гравці можуть приєднуватися до гри і залишати її в будь-який час. Ви можете битися з іншими гравцями, їздити навколо або просто спілкуватися.
- Великі злі скорпіони на 8 гравців (Щопонеділка з 12:00 до 8:00, з 16:00 до 12:00, щосереди з 16:00 до 12:00 та щочетверга з 8:00 до 16:00 за UTC)

Режим вільної арени, гравці оснащені невеликим транспортним засобом і рельсотроном, для того, щоб знищити супротивника, потрібен рівно один постріл. Перемагає гравець з найбільшою кількістю знищень після закінчення таймера.
- Штормове попередження на 8 гравців (Щовівторка з 12:00 до 8:00, 16:00 до 12:00, щосереди з 8:00 до 16:00 та щочетверга з 12:00 до 8:00 за UTC)

Перемагає останній вцілілий водій, гравці з'являються на світ з власним транспортним засобом. З наближенням піщаної бурі ігрове поле поступово зменшується, пошкоджуючи всі транспортні засоби в ньому.
- Перегони на 8 гравців (Щовівторка з 8:00 до 16:00, щоп'ятниці з 12:00 до 8:00 та з 16:00 до 12:00 за UTC)

Гравці повинні проїхати через контрольні пункти, уникаючи перешкод, перемога за першим місцем. У цьому режимі гри зброя вимкнена.
За участь у поєдинках гравці отримують різні ресурси, які вони можуть використати для створення більшої кількості зброї та деталей, або обміняти на ігрову валюту на ринку. У деяких поєдинках (наприклад, у Перегонах) гравці отримують лутбокси.

## Розробка

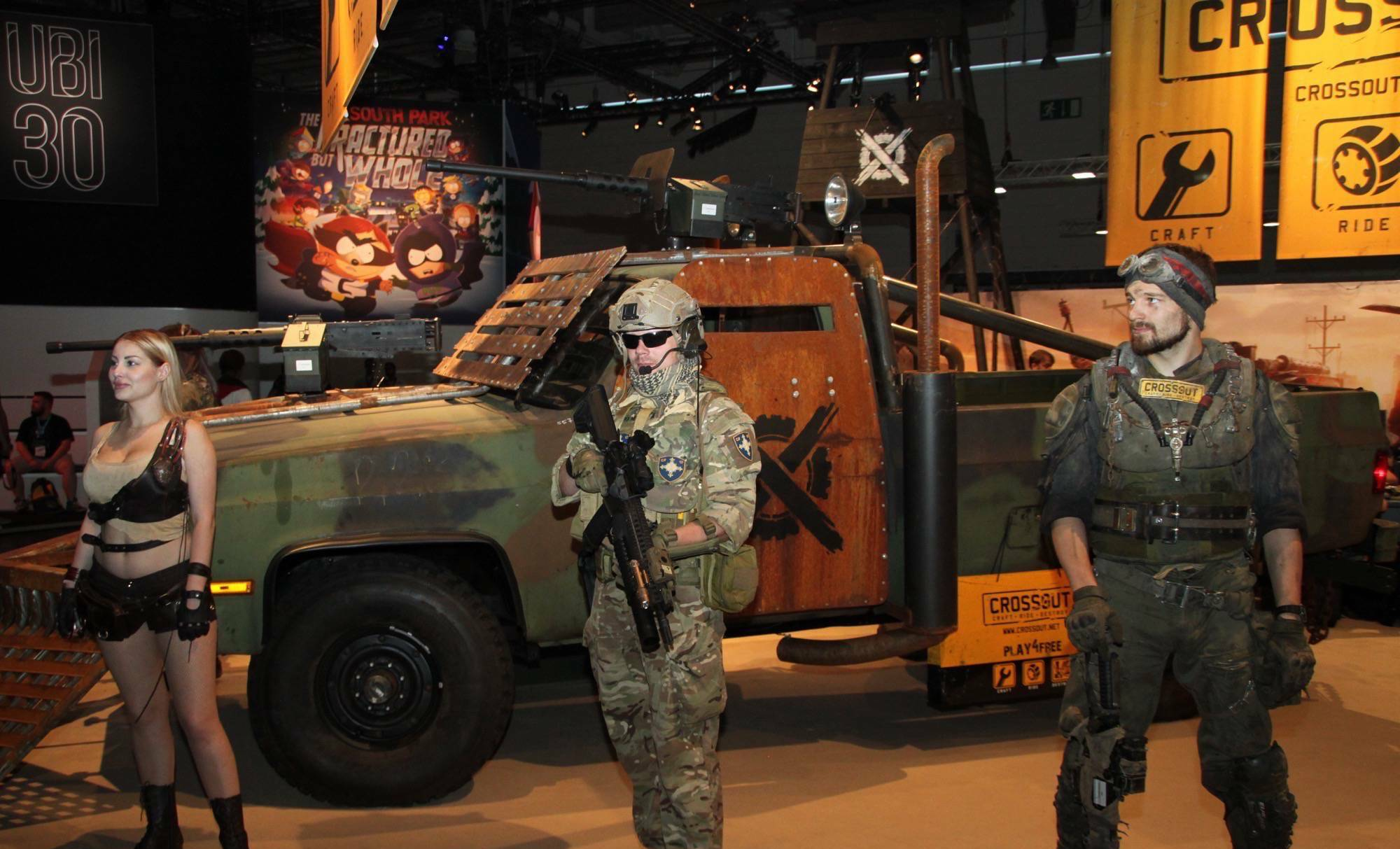
Промоція на Gamescom 2016

20 травня 2015 року компанії Gaijin Entertainment та Targem Games оголосили про розробку нової безкоштовної MMO у постапокаліптичному майбутньому. Перші альфа-тести гри під назвою «Battle Test» були запущені влітку 2015 року, і того ж року гра була вперше представлена на виставці E3. Пізніше того ж року в гру можна було пограти в закритій зоні на стенді Gaijin Entertainment на Gamescom 2015, де гравці отримували промокод для участі в подальшому тестуванні. 5 квітня 2016 року Crossout перейшла у закритий бета-тест, а 30 травня 2017 року гра вийшла у відкритий бета-тест на ПК, PlayStation 4 та Xbox One. 10 лютого 2022 року відбувся запуск мобільної версії Crossout в App Store, через шість днів після запуску в Google Play.

## Сприйняття
MMORPG.com назвали Crossout «Найбільш інноваційною грою на E3 2015».